# Kensuke Nagai
Kensuke Nagai (Hiroshima, 5. ožujka 1989.) japanski je nogometaš.

## Klupska karijera
Igrao je za Avispa Fukuoka, Vissel Kobe, Nagoya Grampus i Standard Liège.

## Reprezentativna karijera
Za japansku reprezentaciju igrao je od 2010. godine. Odigrao je 6 utakmica.
S U-23 japanskom reprezentacijom Kensuke Nagai igrao je na Olimpijskim igrama 2012.

## Statistika
| Japan  | Japan | Japan |
| Godina | Nast. | Gol.  |
| ------ | ----- | ----- |
| 2010.  | 1     | 0     |
| 2011.  | 0     | 0     |
| 2012.  | 0     | 0     |
| 2013.  | 0     | 0     |
| 2014.  | 0     | 0     |
| 2015.  | 5     | 0     |
| Ukupno | 6     | 0     |

## Vanjske poveznice
- National Football Teams